# شاروناس وینگلیس
شاروناس وینگلیس (لیتوانیایی: Šarūnas Vingelis؛ زادهٔ ۱۶ نوامبر ۱۹۸۹) بازیکن بسکتبال ۳ نفره اهل لیتوانی است.
وی در مسابقات کشوری و بین‌المللی در مجموع برندهٔ ۱ مدال برنز شده است.